# Bézues-Bajon
 Bézues-Bajon  là một xã thuộc tỉnh Gers trong vùng Occitanie tây nam nước Pháp. Xã này có độ cao trung bình 307 mét trên mực nước biển.